# Tanjung Bakau
Tanjung Bakau is een bestuurslaag in het regentschap Kepulauan Meranti van de provincie Riau, Indonesië. Tanjung Bakau telt 2062 inwoners (volkstelling 2010).